# Jugoslaviens herrlandslag i vattenpolo

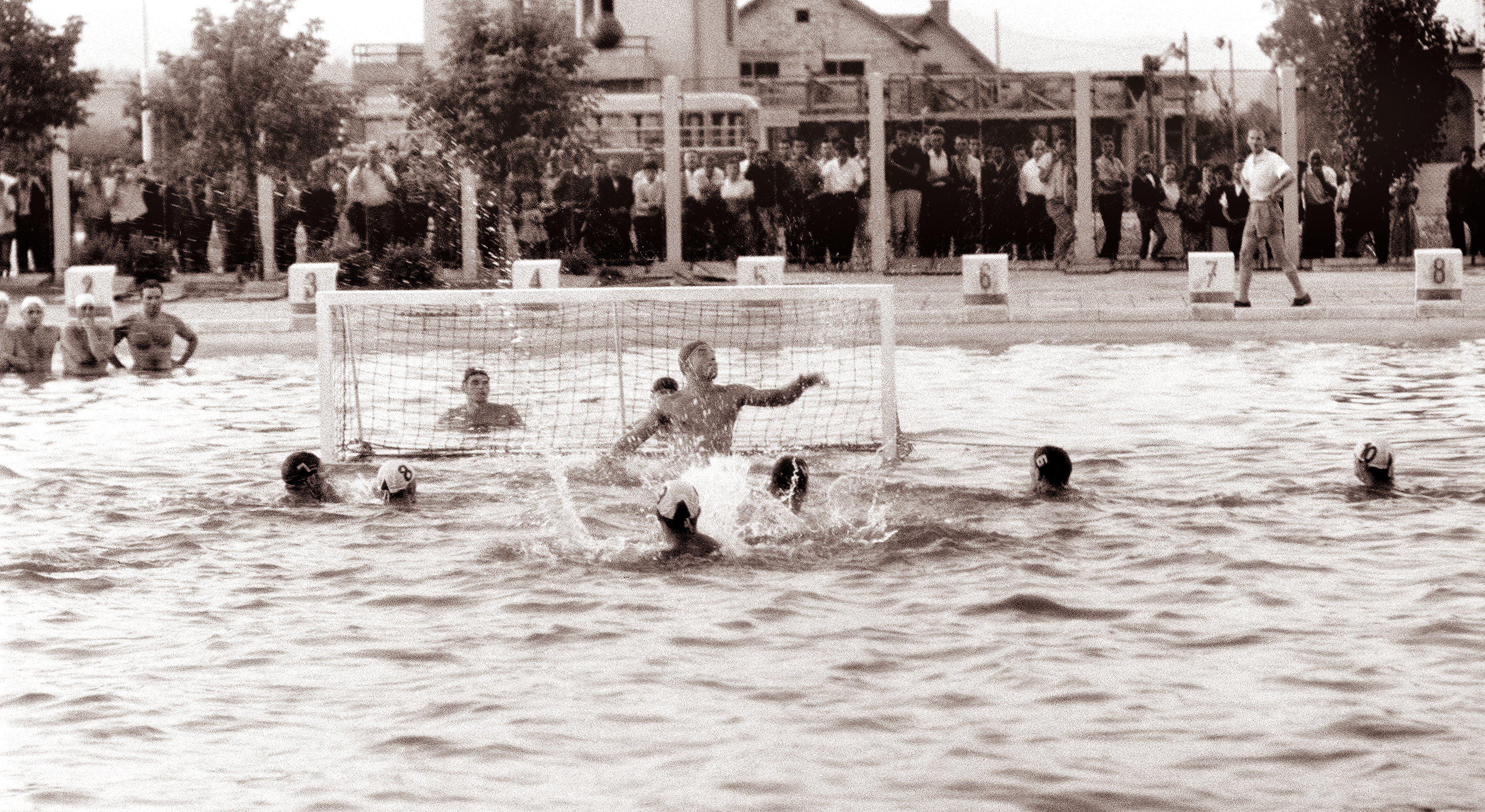
Jugoslavien möter Sovjet vid en landskamp i Celje, 5 augusti 1962.

Jugoslaviens herrlandslag i vattenpolo representerade Socialistiska federativa republiken Jugoslavien fram till 1992 och Förbundsrepubliken Jugoslavien fram till 2003 i vattenpolo på herrsidan. I enlighet med namnbyte på nationen spelade laget mellan 2003 och 2006 som Serbien och Montenegro.
Laget blev olympiska mästare 1968, 1984 och 1988 samt världsmästare 1986, 1991 och 2005. Laget blev även Europamästare 1991,  2001 och 2003.

## Medaljer

### OS[10]
| Ort och år       | Placering |
| ---------------- | --------- |
| Helsingfors 1952 |           |
| Melbourne 1956   |           |
| Tokyo 1964       |           |
| Mexico City 1968 |           |
| Moskva 1980      |           |
| Los Angeles 1984 |           |
| Seoul 1988       |           |
| Aten 2004*       |           |

### VM[10]
| Ort och år      | Placering |
| --------------- | --------- |
| Belgrad 1973    |           |
| Västberlin 1978 |           |
| Madrid 1986     |           |
| Perth 1991      |           |
| Perth 1998      |           |
| Fukuoka 2001    |           |
| Barcelona 2003* |           |
| Montréal 2005*  |           |

### EM
| Ort och år      | Placering |
| --------------- | --------- |
| Wien 1950       |           |
| Turin 1954      |           |
| Budapest 1958   |           |
| Leipzig 1962    |           |
| Utrecht 1966    |           |
| Barcelona 1970  |           |
| Wien 1974       |           |
| Jönköping 1977  |           |
| Sofia 1985      |           |
| Strasbourg 1987 |           |
| Bonn 1989       |           |
| Aten 1991       |           |
| Sevilla 1997    |           |
| Budapest 2001   |           |
| Kranj 2003*     |           |

- Som Serbien och Montenegro.